# Paul Jonas (Anwalt)

Paul Jonas

Paul Simon Jonas (* 28. September 1850 in Berlin; † 11. Februar 1916 in Charlottenburg) war Rechtsanwalt und Notar und Gründungsmitglied des Theatervereins Freie Bühne.

## Leben
Jonas entstammte einer jüdischen Familie, sein Vater war der Arzt Michael Jonas, seine Mutter Lina Jonas, geb. Böhm. Paul Jonas war verheiratet mit Klara Maria Kahn (* 29. Juni 1863 in Mannheim; † 17. Januar 1922 in Berlin), der Tochter des Mannheimer Industriellen und Bankiers Bernhard Kahn, und dessen Frau Emma, geb. Eberstadt. Das Ehepaar Jonas hatte drei Kinder. Darunter war die Tochter Eva Jonas (1888–1983), die in erster Ehe von 1909 bis 1912 mit Hans Prinzhorn, in zweiter Ehe von 1915 bis 1927 mit dem Psychoanalytiker Hellmuth Kaiser und in dritter Ehe mit Friedrich Kessler verheiratet war. Die Familie wohnte in der Berliner Taubenstraße 16.
Als Syndikus der AEG, deren Mitbegründer Felix Deutsch mit Klaras Schwester Elisabeth „Lili“ Kahn verheiratet war, war Paul Simon Jonas deren Vorstandsmitglied.
Er war Freund und Anwalt Gerhart Hauptmanns und vertrat ihn bei dessen Scheidung vor Gericht. Sie kannten sich seit 1896, über ihn schreibt Hauptmann des Öfteren in seinen Tagebüchern. Hauptmann las häufig im Hause Jonas aus seinen neuesten Werken.
Seit 1889 war Paul Simon Jonas Gründungsmitglied, stellvertretender Vorsitzender und juristischer Berater des Theatervereins Freie Bühne in Berlin, außerdem Syndikus des Deutschen Theaters.
An diesen Bühnen hatte Otto Brahm Uraufführungen von Dramen Gerhart Hauptmanns inszeniert. Jonas handelte über einen Zeitraum von 20 Jahren die Verträge zwischen seinen beiden Freunden und vielen anderen Künstlern aus. Paul Simon Jonas war ein Vetter des Dramatikers Georg Hirschfeld, dessen Werke ebenfalls an diesen Bühnen aufgeführt wurden.
Paul Simon Jonas ist auf dem jüdischen Friedhof Berlin-Weißensee begraben.